# Callao, Virginia
Callao là một cộng đồng chưa hợp nhất tại Hạt Northumberland, Virginia, Hoa Kỳ. Nó nằm trên Tuyến đường Hoa Kỳ 360 (Đường cao tốc Northumberland) về phía Tây Bắc của Heathsville và Phía đông Warsaw.